# Diachasmimorpha mellea
Diachasmimorpha mellea är en stekelart som först beskrevs av Charles Joseph Gahan 1915.  Diachasmimorpha mellea ingår i släktet Diachasmimorpha och familjen bracksteklar. Inga underarter finns listade i Catalogue of Life.